# Uveită

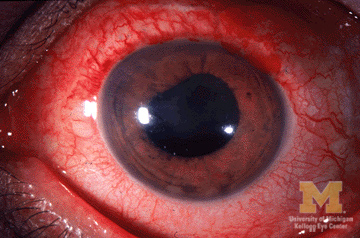
Uveita anterioară

Uveita reprezintă inflamația tunicii vasculare a ochiului denumită uvea sau coroidă. Este regiunea cea mai vascularizată al organismului uman (cea mai irigată cu sânge).
Uveita poate avea o multitudine de etiologii și poate fi acută sau cronică. Este caracterizată prin fotofobie (printre altele)
adică o senzație de durere când se privește spre lumină, bolnavul preferând întunericul. Există uveite anterioare și posterioare, uveite autoimune și microbiene sau parazitare. De asemenea există uveite în cadrul bolilor reumatologice.